# Megastar (Schiff)
Die dieselelektrisch angetriebene Megastar ist ein schnelles RoRo-Fährschiff, das mit verflüssigtem Erdgas (LNG) und Dieselöl (MDO) als Brennstoff fahren kann. Sie wurde Ende Januar 2017 von der Meyer-Turku-Werft in Turku, Finnland, an die Reederei Tallink Silja abgeliefert.

## Geschichte
Am 11. Dezember 2014 vereinbarten Tallink und Meyer Turku eine Absichtserklärung. Das Schiff wurde am 27. Februar 2015 bestellt. Ein gleichzeitig optioniertes Schwesterschiff wurde nicht bestellt. Der Bau unter der Baunummer 1391 begann am 4. August 2015. Am 9. Februar 2016 wurde die Megastar auf Kiel gelegt. Die Megastar wurde am 24. Januar 2017 abgeliefert und wird seit dem 29. Januar auf der Route Helsinki – Tallinn eingesetzt.

## Technische Daten
Die Fähre bietet Platz für 2800 Passagiere in drei Reiseklassen.
Die Stromerzeugung der Megastar erfolgt durch drei Wärtsilä-12V50DF-Viertakt-Dual-Fuel-Motoren und zwei Wärtsilä-6L50DF-Viertakt-Dual-Fuel-Motoren, die auf Generatoren wirken. Der Antrieb erfolgt durch zwei elektrische Propellermotoren, damit erreicht die RoPax-Fähre eine Nenngeschwindigkeit von 27 kn.
Mit LNG und MDO als Brennstoff reduziert das Schiff Schwefeloxid- und Stickoxidemissionen und kann die Tier-III-Emissionsgrenzwerte sowie die zusätzlichen Einschränkungen für die Ostsee als Sulphur Emission Control Area (SECA) einhalten. Das LNG wird im Rumpf des Schiffes unter dem Hauptdeck in zwei Speichertanks à 300 m³ gespeichert.